# Absperrschieber

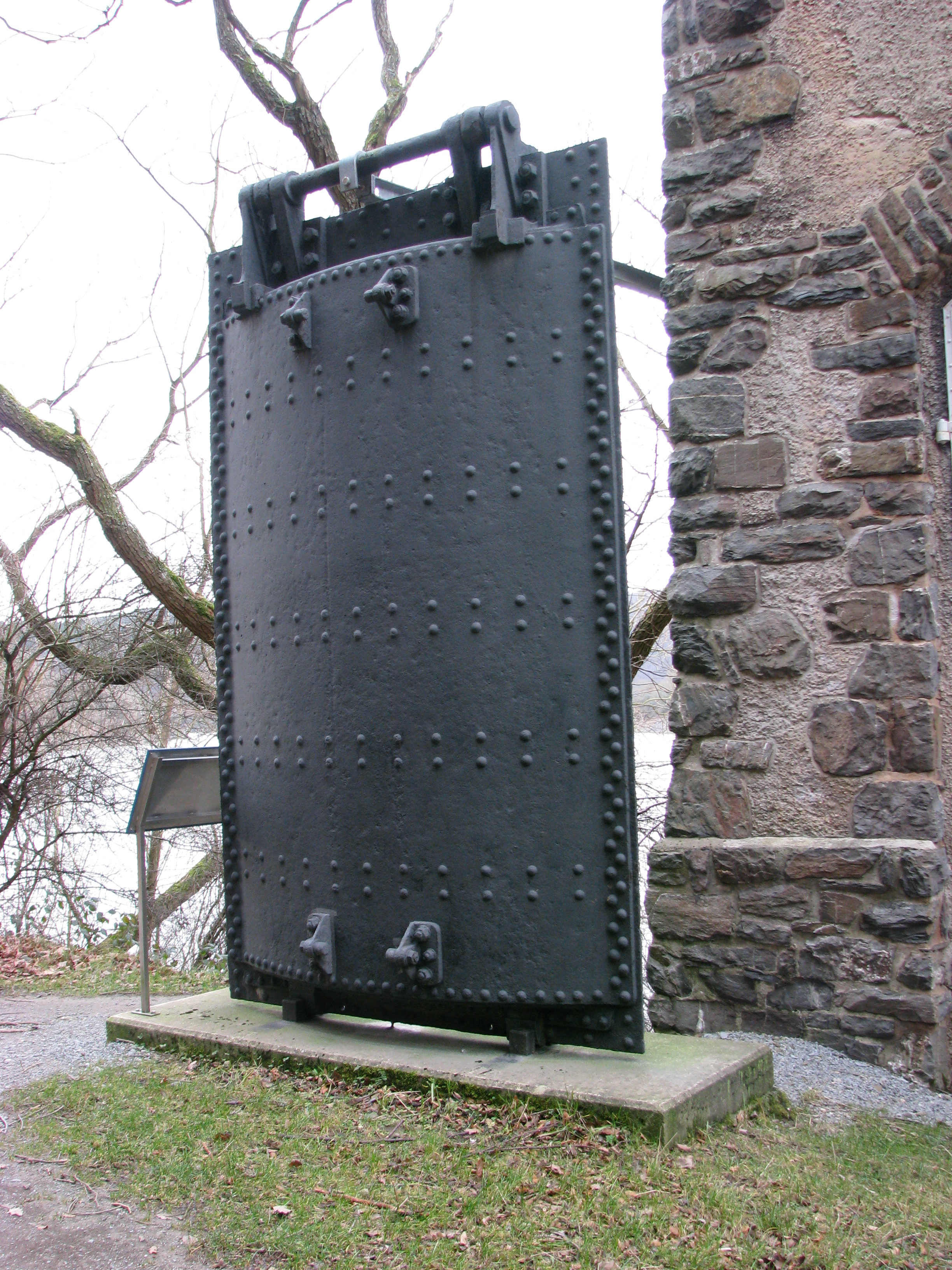
7000 kg schwerer Absperrschieber des Kermeterstollens von 1905 an der Urfttalsperre

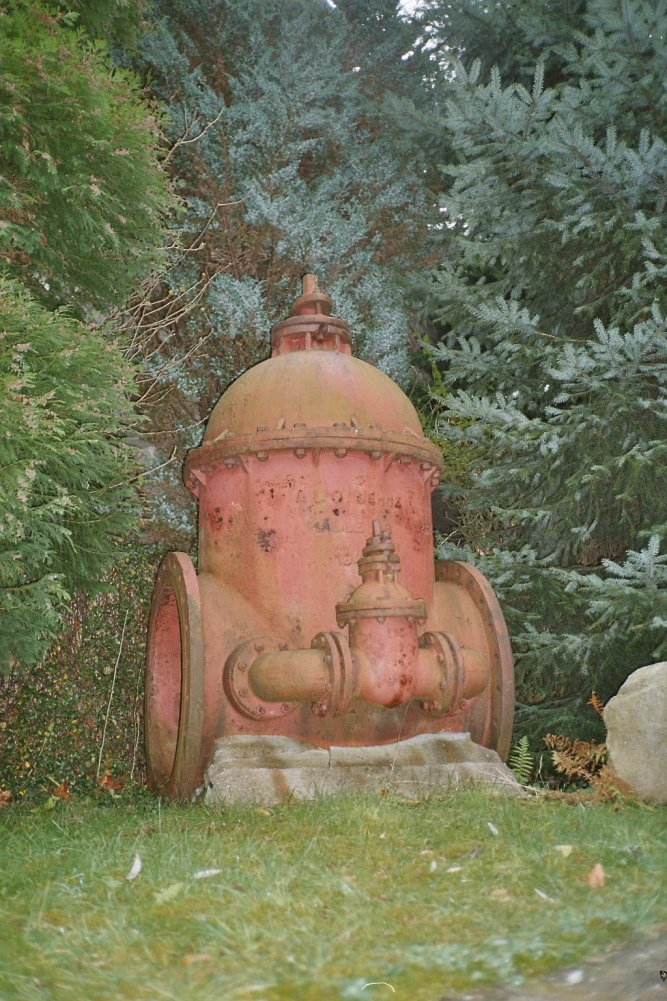
Ein Absperrschieber mit Bypass zum entlastenden Öffnen (gleicht den Druckunterschied zwischen beiden Seiten des Schieberblattes aus)

Der Absperrschieber (engl.: gate valve), auch Gas- bzw. Wasserschieber genannt, ist eine Armatur, die gewöhnlich zum vollständigen Öffnen oder Schließen des gesamten Durchflussquerschnitts eines Rohres genutzt wird.
Im Gegensatz zu Ventilen werden Absperrschieber nicht in erster Linie zur Regulierung der Durchflussmenge und nicht bei sehr hohem Druck eingesetzt. Absperrschieber dienen oft der Vorabsperrung, also um Wartungsarbeiten an nachfolgenden Armaturen zu ermöglichen (die im regulären Betrieb die Absperrung oder Regulierung übernehmen).
Da Absperrschieber häufig in großen Dimensionen mit Flanschverbindungen eingesetzt werden, werden kleinere Ausführungen mit Gewindeanschluss zur Unterscheidung auch als Muffenschieber bezeichnet.
Bei keilförmigem Absperrkörper tritt der Kontakt mit dem Dichtsitz erst kurz vor dem vollständigen Verschluss der Öffnung ein. Sollen fließende Fluide abgesperrt werden, so ist jedoch beidseitig eine lineare Führung des Absperrkörpers nötig, um diesen zu fixieren. Bei höherem Druck erhöht sich durch die Pressung in den Führungen die Reibung und der Schieber wird schwergängig. Bei Absperrkörpern mit parallelen Seiten ist die Reibung durch die aufeinander gleitenden Dichtflächen stets etwas erhöht und kann sich durch Verschmutzung und Korrosion noch deutlich verstärken.
Zum Schließen des Schiebers bei hohem hydrodynamischen Druck und zum Öffnen bei höherem hydrostatischem Druck sind daher gegebenenfalls hohe Kräfte erforderlich. Zum Abbau des statischen Drucks kann eine kleinere Absperrarmatur dienen, die einen Bypass um den eigentlichen Schieber herum öffnet.
Absperrschieber haben in voll geöffnetem Zustand einen sehr geringen Strömungswiderstand. Auch der Platzbedarf des eigentlichen Schiebers innerhalb der Rohrleitung ist sehr gering.
Die Betätigung erfolgt etwa mit einem Schieberschlüssel, einem Handrad oder elektrisch durch einen Getriebemotor.
Ein Schieber für offene Gerinne und Wasserläufe wird Schütz genannt. Er dient auch zum Regeln des Durchflusses in Stauwehr.

## Absperrschieber für Wasserleitungen

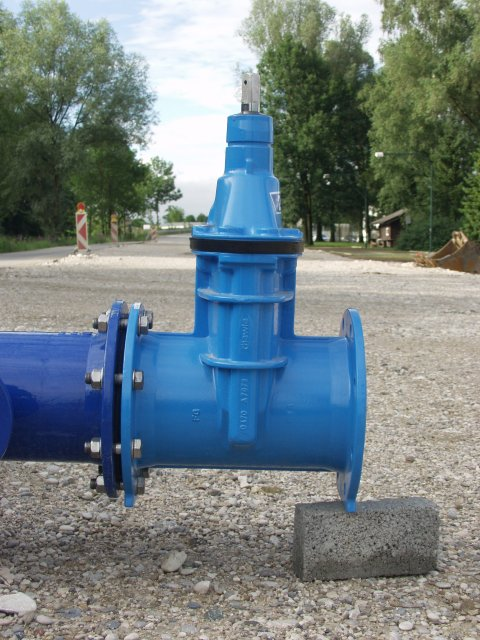
Ein Absperrschieber für Wasserleitungen im Durchmesser DN 200

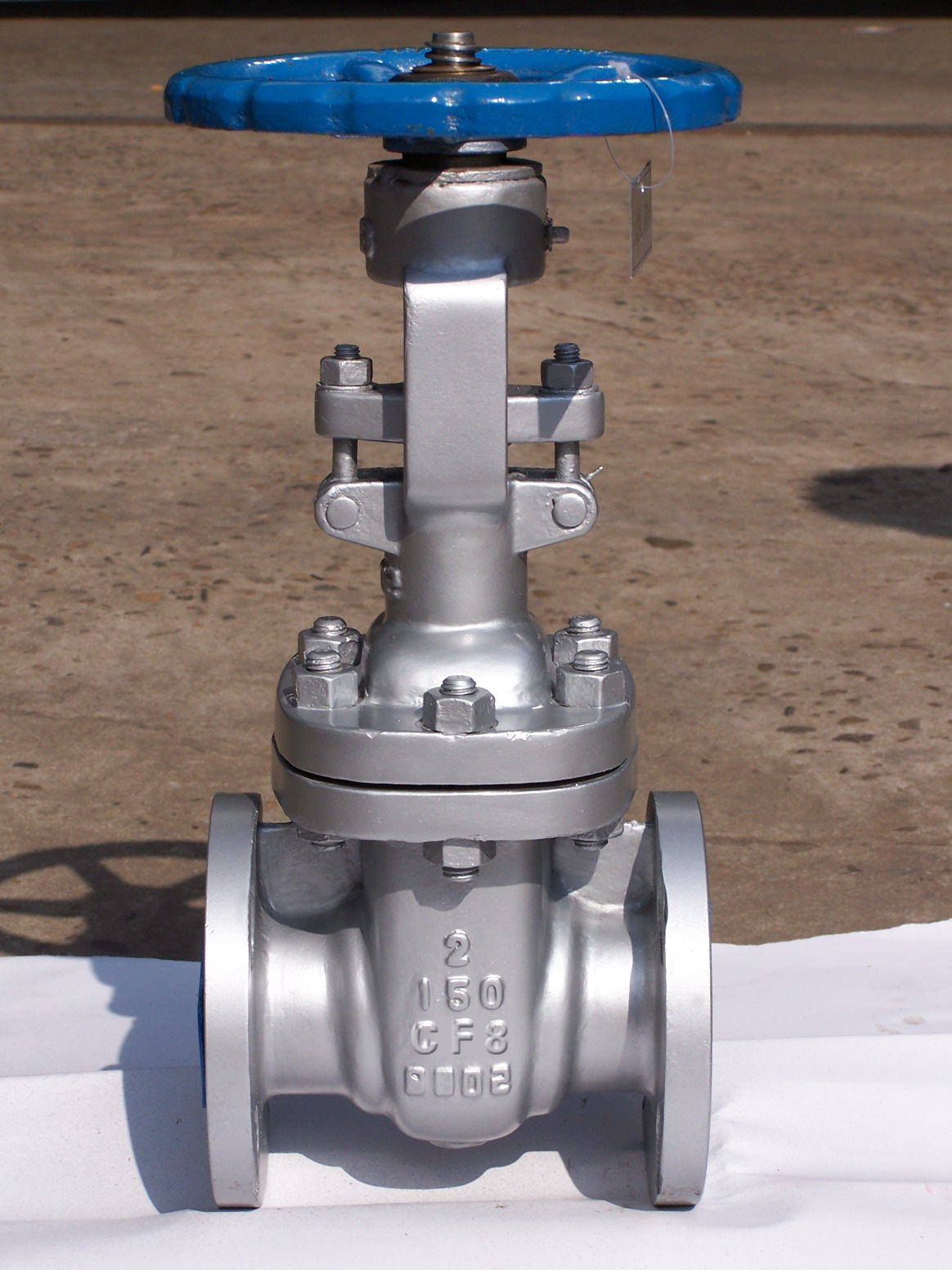
Absperrschieber

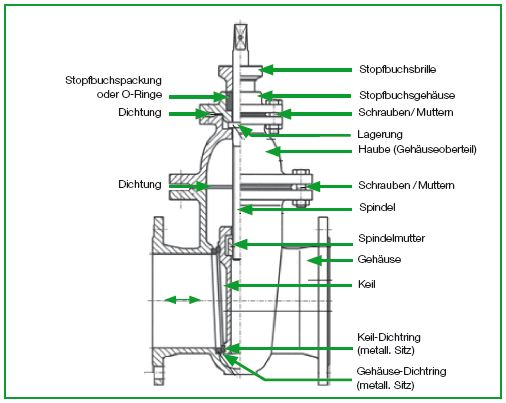
Aufbau eines metallisch dichtenden Absperrschiebers mit keilförmigem Schieber

Absperrschieber für Wasserleitungen werden üblicherweise in Nennweiten von 50 Millimetern bis zu mehreren Metern und in mittleren Nenndruckstufen ausgeführt. Der Nenndruck (PN) liegt in der Regel bei 16 bar. Hergestellt werden Schieber aus Edelstahl, Kunststoff, jedoch meist aus duktilem Gusseisen (GGG). Dieser Werkstoff bietet gegenüber dem früher verwendeten Grauguss den Vorteil, flexibler und bruchfester zu sein.
In der Trinkwasserversorgung werden hauptsächlich weichdichtende Absperrschieber mit gummibeschichtetem Keil verwendet. In der Gebäudeinstallation werden bei Rohrleitungen mit Durchmessern bis etwa 50 mm statt Schiebern meist Schrägsitzventile oder Kugelhähne eingesetzt.
Schieber in erdverlegten Rohrleitungsnetzen werden in der Regel mit Einbaugarnitur geliefert, welche die Betätigung des Schiebers von der Straßenkappe aus ermöglicht. Die Gewindespindel wird mittels einer Welle verlängert, die unterhalb der Straßendecke als Vierkant ausgeführt ist. Auf den Vierkant wird zur Betätigung ein Schieberschlüssel aufgesetzt.
Schieber sind an den beiden Anschlussenden mit Rohrgewinde, Spitzende, Muffe, Flansch oder firmenspezifischen Enden ausgerüstet. Siehe auch EN 736-1 „Armaturen – Terminologie: Definition der Grundbauarten“. Schieber ohne Anschlussenden können sehr flach ausgeführt und zwischen zwei Flanschen der Rohrleitung verklemmt werden.
Zum Schutz vor Korrosion können Armaturen mit einer Epoxy-Wirbel-Sinter-Beschichtung nach GSK (Gütegemeinschaft Schwerer Korrosionsschutz) oder mit einer Emaille-Beschichtung versehen werden. Der Absperrkeil aus Guss wird durch eine aufvulkanisierten Gummimischung (W 270) vor Korrosion geschützt. Die Schieberspindel, die den Keil nach unten oder oben führt, wird heute oft aus Edelstahl gefertigt. Weitere Bestandteile sind O-Ringe zum Abdichten der Spindelführung sowie die Schiebernuss, die von außen auf die Spindel gesetzt wird und als Verbindungselement zwischen Schieber und Gestänge dient.

### Metallisch dichtende Absperrschieber
Bei metallisch dichtenden Armaturen bestehen Dichtsitz im Gehäuse und Keil vollständig aus Metall. Zu Beginn der Industrialisierung wurden ausschließlich metallisch dichtende Schieber verwendet, da außer Leder keine geeigneten Werkstoffe zur elastischen Abdichtung zur Verfügung standen.
Der Nachteil dieser Bauweise ist die Ablagerung von im Medium befindlichen Verunreinigungen (z. B. Sand, Kalk) im unteren Teil des Gehäuses (auch Schiebersack genannt), die das vollständige Schließen des Keils verhindern und zu Undichtigkeiten führen können. Auch konnten die Sitzflächen mangels technischer Möglichkeiten nicht präzise gefertigt werden, weshalb auch ohne Verunreinigung oft keine vollständige Dichtheit erreicht werden konnte.
Der Vorteil besteht in der robusten Bauweise, was sie für Heißwasserleitungen, z. B. in Industrieunternehmen, sowie für Abwassersysteme geeignet macht.
Einfache metallisch dichtende Schieber werden dort eingesetzt, wo es auf die absolute Dichtheit nicht ankommt, wie etwa in Heizkreisläufen und der Kanalisation.
Bei höheren Anforderungen an Dichtheit und Verschleißfestigkeit bzw. Korrosionsbeständigkeit werden im Schieber und Dichtsitz metallische Dichtringe aus geeignetem Material eingesetzt oder durch Auftragsschweißung aufgebracht.

### Weichdichtende Absperrschieber
Bei weichdichtenden Absperrschiebern erfolgt die Abdichtung über Elastomere, wodurch sie auch in Gasleitungen einsetzbar sind.
Weichdichtende Schieber besitzen einen umlaufenden Gummiring, der in den (keilförmigen) Abschlusskörper eingelassen ist.
Moderne weichdichtende Schieber sind häufig mit allseitig gummierten Absperrkeil ausgerüstet, der gegen die Dichtfläche im Gehäuse gedrückt wird. Unebenheiten im Guss und geringe Verunreinigungen können durch die Verpressung des Gummis ausgeglichen werden. Sind keine größeren Verschmutzungen zu erwarten, so ist es möglich das Gehäuse ohne Schiebersack auszuführen.
In der Trink- und Brauchwasserversorgung werden inzwischen fast ausschließlich weichdichtende Absperrschieber eingesetzt, da sie einen dichten Abschluss, eine lange Lebensdauer und weitgehende Wartungsfreiheit gewährleisten.

## Schüttgutschieber

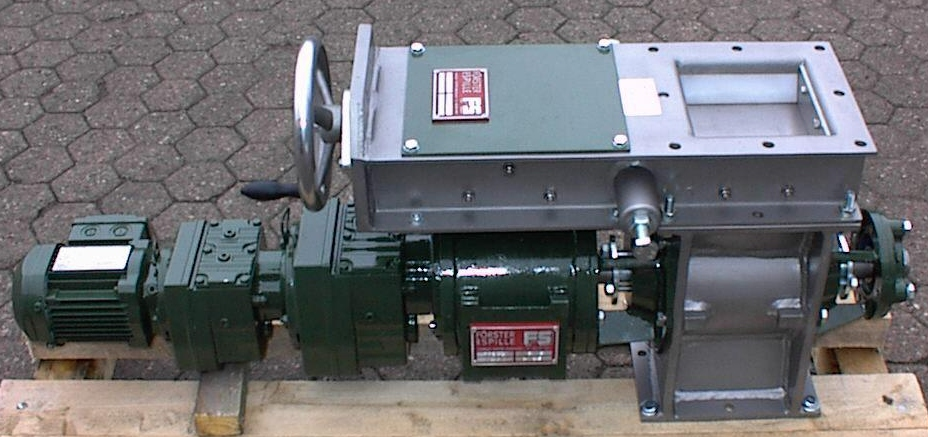
Schüttgutschieber über Austragsschleuse montiert

Im Anlagenbau werden Schüttgutschieber zum Absperren von Schüttgütern aller Art verwendet.
In der Verfahrenstechnik dienen Schüttgutschieber zum sicheren Absperren und Dosieren von trockenen, frei fließenden Schüttgütern, fließfähigen Pulvern und Granulaten, siehe auch bei Zellenradschleuse.
Schüttgutschieber werden anhand ihrer Betätigungsart und Form unterschieden. So gibt es Schieber mit quadratischen, rechteckigen und runden Ein- und Ausläufen.
Handbetätigte Schieber werden häufig als Not- und Wartungsschieber zum Absperren frei fließender Schüttgüter eingesetzt. Die Betätigung erfolgt über Handrad, Handkurbel, Ratsche oder Handkettenrad.
Pneumatisch oder motorisch angetriebene Schüttgutschieber werden als Regulier- bzw. Dosierschieber oder als Arbeitsschieber ausgeführt.
Regulier- und Dosierschieber finden Verwendung, wenn nachfolgende Behälter oder Förderorgane wie Förderschnecken, Rohrkettenförderer, Trogkettenförderer mit einem definierten Massenstrom beschickt werden sollen. Der Einlaufquerschnitt wird stufenweise oder stufenlos kontrolliert geöffnet, um ein Durchschießen des Schüttgutstroms zu verhindern. Die Schieber sind häufig mit einem Wegmeßsystem ausgerüstet, das die Stellung des Schieberbleches erfasst.
Arbeitsschieber werden unter Bunkern, Silos, Behältern, in Schurren, über und unter Förderanlagen eingesetzt, um den vorhandenen Querschnitt ganz zu öffnen oder zu schließen. Diese Schieber arbeiten daher ausschließlich im Massenstrombereich.

### Nadelschieber

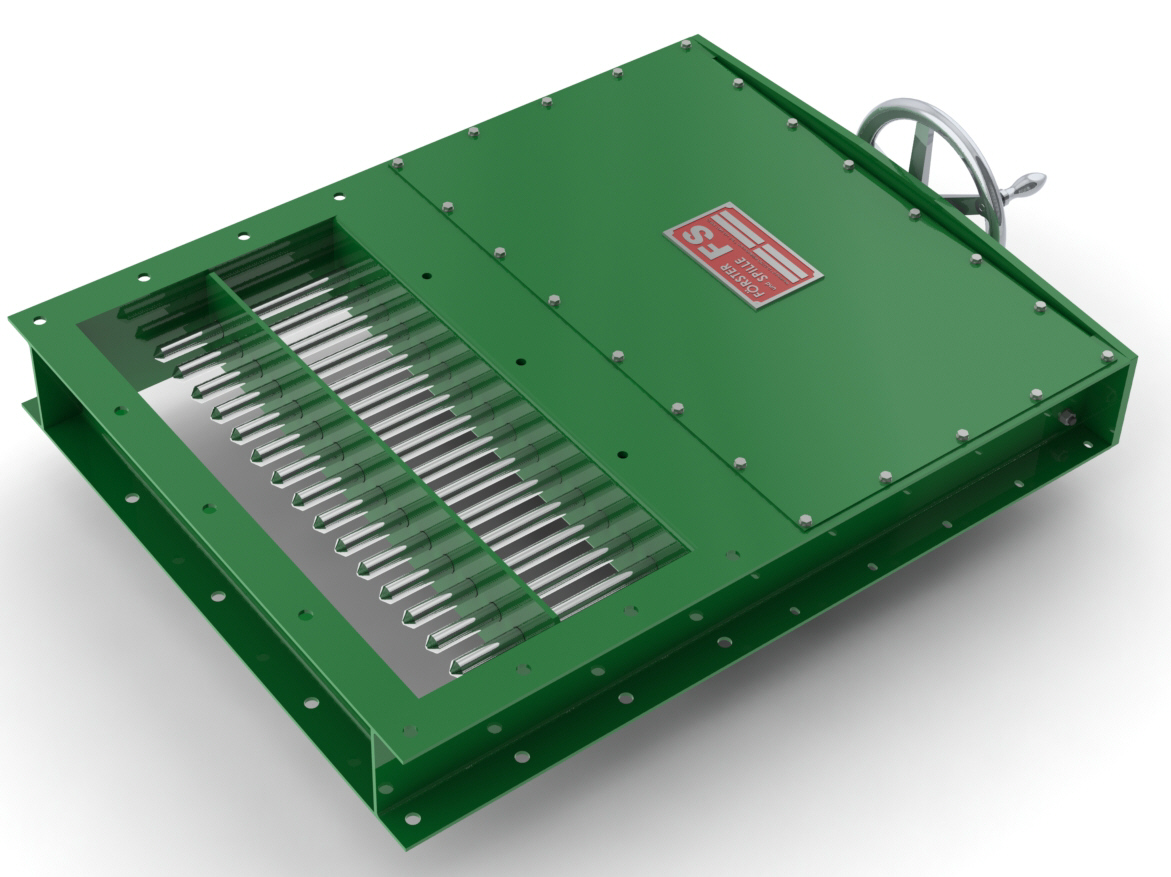
Nadelschieber mit Betätigung durch Handrad

Eine besondere Art der Schüttgutschieber ist der Nadelschieber. Er kann sowohl als Absperrschieber für stückiges Gut wie Erze oder Zuschlagstoffe bei der Beschickung von Elektro-Lichtbogenöfen oder als Sieb-Gatter zum Zurückhalten von grobem Material dienen. Von Zeit zu Zeit wird der Nadelschieber geöffnet, um das grobe Material über einen Abzweig bzw. Verteiler abzuführen.
Zum Einsatz kommen Nadelschieber bei Produkten wie gebrochenem Zementklinker, Kalkstein, Schlacke oder Gips.

## Drosselschieber
Drosselschieber eignen sich zur genaueren Einstellung der durchströmenden Flüssigkeitsmenge. Sie werden besonders bei großen Nennweiten eingesetzt, etwa an den Grundablässen einer Talsperre, da Ventile in großen Dimensionen vergleichsweise aufwändig zu konstruieren sind.

## Hydrantenvorschieber
Zwischen einer Wasserleitung und einem Unterflurhydranten wird zum Beispiel ein Absperrschieber als Erstabsperrung eingebaut („Vorschieber“), was die Wartung oder ein späteres Versetzen des Hydranten erleichtert.
Bei der Verwendung moderner „doppelabsperrenden“ Unterflurhydranten kann auf den Absperrschieber verzichtet werden. Man erzielt hierdurch einen Kostenvorteil bei der Installation.

## Membranschieber
Eine Sonderbauform des Absperrschiebers ist der Membranschieber. Hier übernimmt eine elastische Kunststoff- oder Gummimembran die Aufgabe der Schieberplatte. Der Membranschieber wird aufgrund der höheren Empfindlichkeit gegenüber Feststoffen eher in der chemischen Industrie bzw. der Verfahrenstechnik verwendet.

## Gasabsperrschieber
Der Gasabsperrschieber ist rein metallisch dichtend. Eingesetzt werden vorwiegend Vollschweißkonstruktionen mit metallisch dichtender Spindel.

## Kennzeichnung
Zur besseren Wiederauffindbarkeit werden Absperrschieber von Wasser-, Fernwärme-, Abwasser- oder Erdgasleitungen mit Hinweisschildern markiert. Diese werden in unmittelbarer Nähe zur Armatur auf Ständersäulen, an Beleuchtungsmasten, Zäunen oder Bauwerken montiert. Schieber sind, unabhängig vom jeweiligen Versorgungsnetz, mit einem „S“ gekennzeichnet, Vor- oder Hydrantenschieber mit „VS“ oder „HS“, Anschlussschieber immer mit „AS“. Hinter diesem Kürzel ist immer die jeweilige Nennweite (DN) angegeben, zum Beispiel S100. Die Zahl am Fuß der auf der Tafel aufgedruckten „T“-förmigen Trennlinie gibt die Entfernung in Meter rechtwinkelig vor der Position der Tafel an, die seitliche Zahl den Abstand links oder rechts von der Tafel. Diese Angaben sind wichtig zum Wiederauffinden bei Schneelage, Verparkung durch Autos oder Neubau von Strassenbelägen. Wasser wird durch blaue Tafeln und runde oder ovale Schieberdeckel gekennzeichnet, Gas durch gelbe bzw. quadratische.

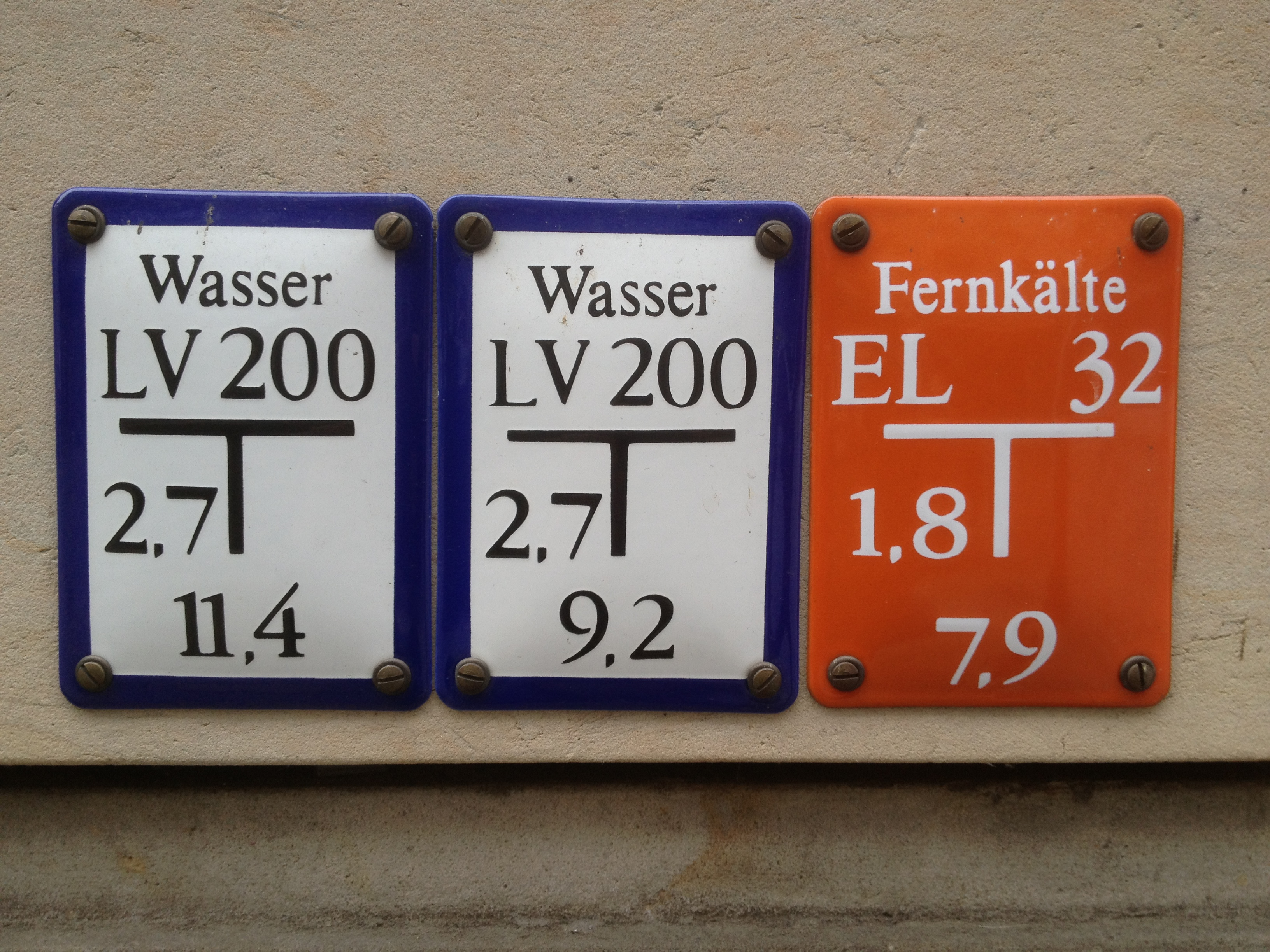
Schilder in Dresden
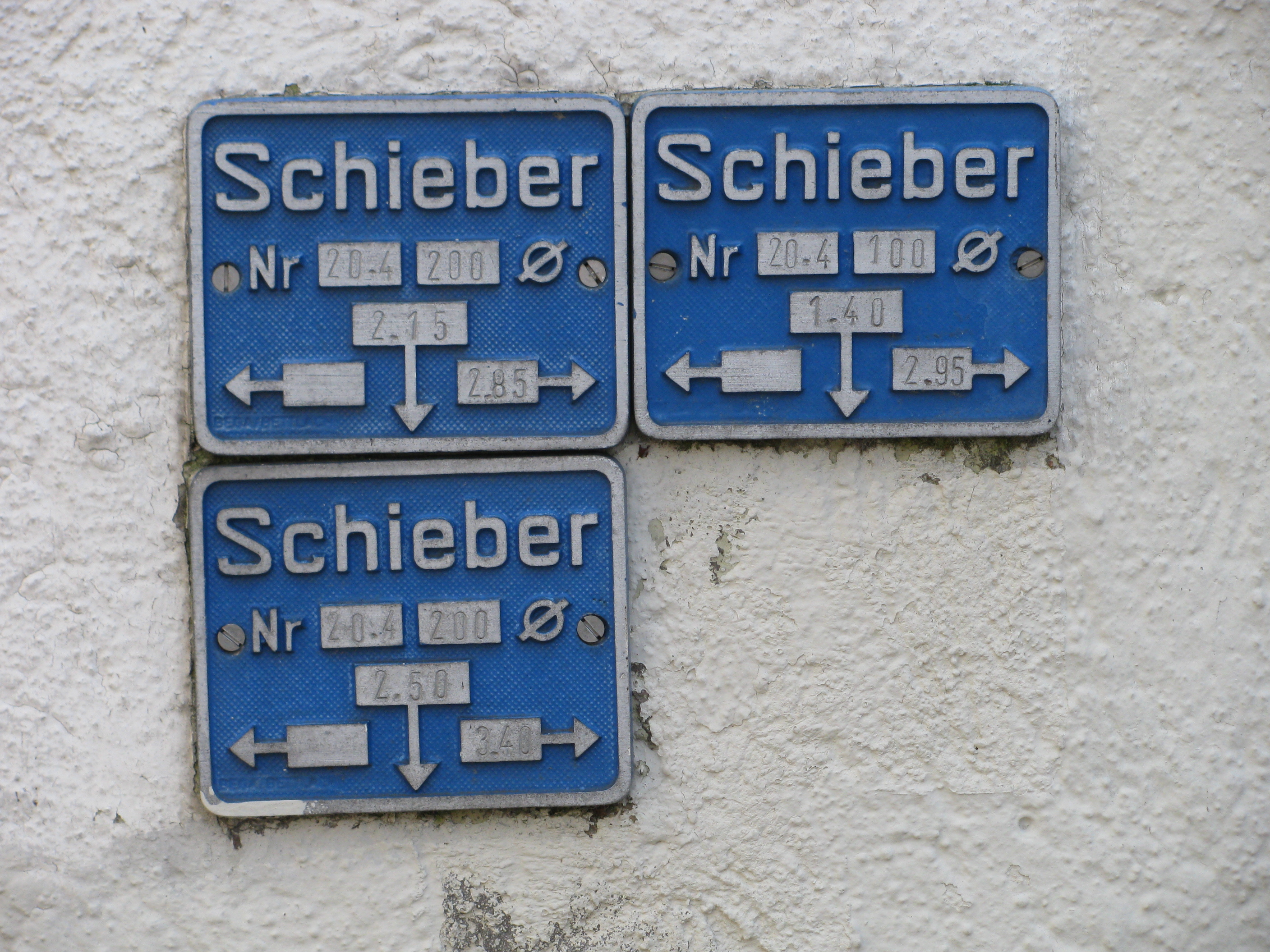
Schilder in Konstanz; Bauform in der ganzen Schweiz gebräuchlich
Trinkwasserschieber DN 400